# Hoplocryptus alboanalis
Hoplocryptus alboanalis är en stekelart som först beskrevs av Tohru Uchida 1952.  Hoplocryptus alboanalis ingår i släktet Hoplocryptus och familjen brokparasitsteklar. Inga underarter finns listade i Catalogue of Life.